# Eloy Maquieira
Eloy Maquieira Fernández (Pontevedra, 1901 – 1944) fue un arquitecto español.

## Biografía
Fue el tercero de los cinco hijos de Sebastián Maquieira y Joaquina Fernández Cabanillas. Su padre era farmacéutico y su madre una mujer dedicada principalmente los negocios. Maquieira es un apellido poco corriente, aunque se puede encontrar en algunos lugares aislados de la costa de Galicia. Al parecer existía una aldehuela de ese nombre con unos siete habitantes, situada a pocos kilómetros de Pontevedra. 

### Estudios
Después del bachillerato, se matriculó en la Escuela de Arquitectura de Madrid. Allí aprendió las habilidades profesionales que le caracterizarían y donde recibió la influencia de las nuevas tendencias de la arquitectura moderna, que se extendieron por Europa después de la Primera Guerra Mundial. Fue el momento del movimiento Bauhaus, fundado en 1919 por Walter Gropius en Alemania, que buscaba la combinación entre la arquitectura del arte y la técnica para conseguir un atractivo y moderno diseño, funcional y estético. Gropius pertenecía a un pequeño grupo de brillantes y originales arquitectos de la década de 1920, incluidos Mies van der Rohe y Le Corbusier, quienes desarrollaron El Estilo Internacional que dominó la arquitectura occidental. La característica común de los edificios de este estilo son las formas rectilíneas; luz, lisas superficies despojadas de ornamentación; espacios interiores abiertos; ligereza obtenida por la construcción con vigas voladizas. Nuevos materiales, como el cristal, el acero y el hormigón armado fueron usados para alcanzar estos resultados, convirtiendo el ladrillo y la piedra en obsoletos. Le Corbusier visitó Madrid para dar una conferencia en la Residencia de Estudiantes sobre la “Nueva Arquitectura”, Mies van der Rohe diseñó el célebre Pabellón Alemán en Barcelona para la Exposición de 1929, que Eloy Maquieira visitó. 
El influjo de ambos puede verse claramente en las obras de Maquieira, quien más tarde adaptó dicho estilo con éxito en Lugo, a pesar de que en un principio fue criticado. Al finalizar sus brillantes estudios, su madre le regaló un coche con el que viajó por Europa permitiéndole contemplar ‘in situ‘ las obras de la arquitectura moderna, por la que sentía un gran interés. En esa época amplió su biblioteca con una importante variedad de publicaciones de distintos temas; revistas sobre arquitectura, construcción, diseño, desarrollo urbano como el de España, Alemania, Inglaterra y Francia que, añadidas a su gran colección de clásicos, indica su curiosidad y sus amplios intereses culturales.
Eloy Maquieira se ganó el respeto de sus contemporáneos y superó los prejuicios de la gente cuando introdujo la arquitectura moderna en una ciudad profundamente conservadora y aferrada al estilo clásico.

### Trayectoria como arquitecto municipal en Lugo
En 1923 Eloy Maquieira llegó a Lugo y fue nombrado arquitecto municipal por concurso en 1927.
En aquellas días la capital tenía un censo aproximado de treinta mil habitantes, que dependían fundamentalmente de la economía agrícola y del comercio. La ciudad, estrechamente agrupada en torno a la muralla romana, que contenía el centro histórico con una mezcla de construcciones tradicionales y cierto desarrollo del siglo XIX poco notable. Eloy Maquieira comenzó su carrera construyendo casas para la burguesía, en la ciudad y en el campo, como el edificio para Antonio Fernández Fernández, más conocido como Antón de Marcos, en la esquina de la plaza de Angel Fernández. Sin embargo, su cometido oficial era diseñar y supervisar la construcción de nuevos edificios públicos; tarea que acometió con celo puesto que en las dos décadas siguientes fue el responsable de la transformación de Lugo. Descrito como un “libre pensador” desarrolló su original estilo combinando planas fachadas con esquinas curvadas, que resultó armónico y funcional, empleando todas las tecnologías innovadoras. Como resultado, su trabajo fue característico y reconocible, provocando la admiración de sus contemporáneos y posteriores generaciones de arquitectos.
En 1935 contrajo matrimonio con Carmen Quiroga, con la quien tuvo cinco hijos. 
En 1941 Eloy Maquieira compró una vieja granja con aproximadamente tres hectáreas de tierra, rodeada de un alto muro de piedra en Conturiz; la convirtió en su casa ideal, resultando una obra maestra de la arquitectura doméstica. Fue un trabajo hecho con mucho esmero que incluyó la renovación completa de la casa transformando una granja tradicional gallega, donde los animales ocupaban la planta baja y la gente vivía encima, en una elegante casa de campo con espaciosos salones en la planta baja, seis grandes dormitorios con cuatro cuartos de baño, más la zona del servicio. Reunió todo alrededor de un luminoso hall central, con la escalera principal y la balaustrada de castaño rodeando el pasillo del primer piso. Sobre esto, el techo acristalado, que proporcionaba gran claridad al interior. Separados por un patio, estaban los edificios dedicados a establos, graneros y vivienda de los trabajadores. En el jardín, un magnolio, nogales y eucaliptos. También un paseo bordeado por flores conducía hacia prados rodeados de ciruelos, manzanos, perales, y siguiendo el paso se llegaba, bajo un arco de castaños centenarios, a la carretera.
Eloy Maquieira murió el 19 de abril de 1944 a causa de una septicemia. Debido a la Segunda Guerra Mundial no fue posible obtener los antibióticos que hubiesen salvado su vida; Sánchez Cantón consiguió uno o dos frascos a través de alguna embajada, pero éstos no fueron suficientes.

## Trabajos más representativos
Los siguientes figuran entre sus edificios más importantes:-
- 1. Instituto de Enseñanza Juan Montes (1936). Este singular edificio de forma triangular y curvadas esquinas, cumple sus propósitos admirablemente, dando luminosidad al interior y amplitud a las áreas comunes.
- 2. El Nuevo Mercado Municipal (1939) es una obra maestra del diseño funcional, con limpias y modernas líneas que combinan perfectamente con el entorno antiguo y proporciona un interior espacioso y luminoso.
- 3. Edificios Comerciales y Viviendas en la Plaza de España. Estas estructuras en la plaza principal fueron quizá, las más innovadoras en Lugo en aquel momento y objeto de considerable controversia, por su moderna apariencia y su altura, dos plantas por encima de los edificios antiguos que reemplazaron.
- 4. El Sanatorio de Pimentel, en la ronda de la muralla, fue el mejor ejemplo del “Estilo Racionalista”. Hubo una gran protesta cuando fue demolido en los años ochenta por parte de aquellos que querían conservarlo como parte importante del patrimonio lucense.
- 5. El Sanatorio del Doctor Portela. En la calle del mismo nombre se halla aún en pie el antiguo Sanatorio del doctor Portela. Gracias a una intensa labor del Colegio de Arquitectos y tras ser adquirido por el Instituto Nacional de Estadística se ha preservado esta notable obra, pese a los horribles edificios que la rodean.

Eloy Maquieira realizó otros muchos proyectos, como el edificio de viviendas de Santo Domingo, haciendo esquina con la actual calle del Teatro, o los cuarenta chalets adosados con jardines llamado erróneamente “Las Casas Baratas” en torno a la calle Betanzos. También diseñó el parque dedicado a la poetisa Rosalía de Castro. 
Años después de su fallecimiento se realizaron y organizaron exposiciones en su honor organizadas por el Colegio de Arquitectos de Lugo.

### Obra en Pontevedra
En Pontevedra, su ciudad natal, Eloy Maquieira diseñó el edificio González Vega, en el número 8 de la céntrica calle García Camba, el mejor ejemplo de modernismo racionalista conservado en la capital, proyectado en junio de 1939. La fachada se organiza simétricamente en cuatro partes iguales, correspondiendo las dos centrales a las ventanas y las laterales a los balcones, sobre los que se abren ventanas y ojos de buey, excepto en la quinta planta, donde el balcón es corrido. El edificio se organiza interiormente con dos viviendas por planta.